# Chicago Bears 2018
La stagione 2018 dei Chicago Bears è stata la 99ª della franchigia nella National Football League e la prima con Matt Nagy come capo-allenatore. Trascinati dalla loro difesa, i Bears vinsero il loro primo titolo di division dal 2010. La stagione si chiuse però al primo turno venendo eliminati in casa dagli Eagles campioni in carica.

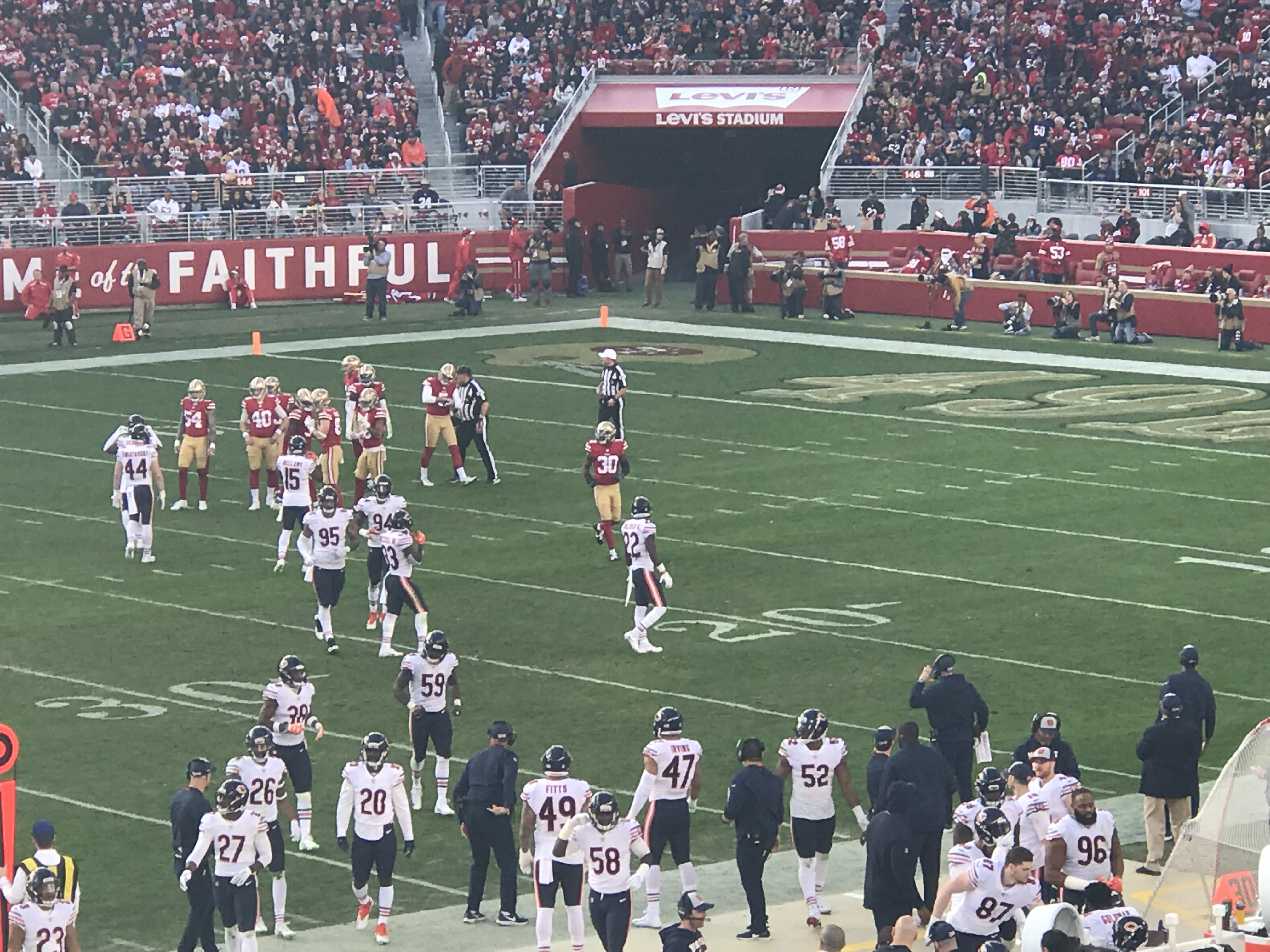
La partita contro i 49ers del 23 dicembre 2018

## Pre-stagione

### Cambio del capo-allenatore
Il 1º gennaio 2018, il capo-allenatore John Fox fu licenziato dopo aver passato tre stagioni con i Bears, a causa di un record di 14 vittorie e 34 sconfitte. Due giorni dopo, i Bears iniziarono a tenere colloqui per il suo rimpiazzo, iniziando dal coordinatore difensivo Vic Fangio, seguito dal coordinatore difensivo dei Minnesota Vikings George Edwards (4 Gennaio), il coordinatore offensivo dei Vikings Pat Shurmur e il coordinatore offensivo dei New England Patriots Josh McDaniels (5 gennaio), l'allenatore dei quarterback dei Philadelphia Eagles John DeFilippo (6 gennaio), infine il coordinatore offensivo dei Kansas City Chiefs Matt Nagy (7 gennaio). Il giorno dopo la sua intervista, Nagy fu ingaggiato come capo-allenatore (il 16° nella storia della franchigia).

### Acquisti e trasferimenti

#### Free agency
| Free agent |                  |                 |                    |                      |
| Ruolo      | Giocatore        | Free agency Tag | Data dell'ingaggio | Squadra nel 2018     |
| OLB        | Sam Acho         | UFA             | 14 marzo           | Chicago Bears        |
| CB         | Prince Amukamara | UFA             | 14 marzo           | Chicago Bears        |
| WR         | Josh Bellamy     | RFA             | 13 marzo           | Chicago Bears        |
| TE         | Daniel Brown     | ERFA            | 16 marzo           | Chicago Bears        |
| CB         | Bryce Callahan   | RFA             | 13 marzo           | Chicago Bears        |
| OL         | Tom Compton      | UFA             | 22 marzo           | Minnesota Vikings    |
| RB         | Benny Cunningham | UFA             | 22 marzo           | Chicago Bears        |
| LS         | Andrew DePaola   | UFA             | 16 marzo           | Oakland Raiders      |
| CB         | Kyle Fuller      | UFA             | 16 marzo           | Chicago Bears        |
| OLB        | Lamarr Houston   | UFA             |                    |                      |
| WR         | Dontrelle Inman  | UFA             |                    |                      |
| NT         | John Jenkins     | UFA             | 8 aprile           | Chicago Bears        |
| ILB        | Christian Jones  | UFA             | 15 marzo           | Detroit Lions        |
| CB         | Sherrick McManis | UFA             | 22 marzo           | Chicago Bears        |
| WR         | Cameron Meredith | RFA             | 11 aprile          | New Orleans Saints   |
| TE         | Zach Miller      | UFA             | 4 giugno           | Chicago Bears        |
| K          | Mike Nugent      | UFA             |                    |                      |
| P          | Pat O'Donnell    | UFA             | 16 marzo           | Chicago Bears        |
| QB         | Mark Sanchez     | UFA             |                    |                      |
| K          | Cairo Santos     | UFA             | 15 marzo           | New York Jets        |
| LS         | Patrick Scales   | ERFA            | 27 marzo           | Chicago Bears        |
| OL         | Bradley Sowell   | UFA             | 12 marzo           | Chicago Bears        |
| ILB        | John Timu        | RFA             | 20 marzo           | Chicago Bears        |
| DE         | Mitch Unrein     | UFA             | 16 marzo           | Tampa Bay Buccaneers |
| WR         | Kendall Wright   | UFA             | 30 marzo           | Minnesota Vikings    |

#### Acquisti
| Acquisti |                |                                        |                    |                    |
| Ruolo    | Giocatore      | Squadra nel 2017                       | Data dell'ingaggio | Contratto          |
| WR       | Demarcus Ayers | Chicago Bears (squadra di allenamento) | 1º gennaio         | Riserva/futuro     |
| WR       | Tanner Gentry  | Chicago Bears (squadra di allenamento) | 1º gennaio         | Riserva/futuro     |
| WR       | Mekale McKay   | Chicago Bears (squadra di allenamento) | 1º gennaio         | Riserva/futuro     |
| OL       | Travis Averill | Chicago Bears (squadra di allenamento) | 1º gennaio         | Riserva/futuro     |
| OL       | Will Pericak   | Chicago Bears (squadra di allenamento) | 1º gennaio         | Riserva/futuro     |
| TE       | Colin Thompson | Chicago Bears (squadra di allenamento) | 1º gennaio         | Riserva/futuro     |
| DB       | Doran Grant    | Chicago Bears (squadra di allenamento) | 1º gennaio         | Riserva/futuro     |
| CB       | Jonathon Mincy | Montreal Alouettes (CFL)               | 10 gennaio         | Riserva/futuro     |
| WR       | Allen Robinson | Jacksonville Jaguars                   | 14 marzo           | 3 anni/$42 milioni |
| WR       | Taylor Gabriel | Atlanta Falcons                        | 14 marzo           | 4 anni             |
| WR       | Trey Burton    | Philadelphia Eagles                    | 14 marzo           | 4 anni/$32 milioni |
| K        | Cody Parkey    | Miami Dolphins                         | 14 marzo           | 4 anni             |
| QB       | Chase Daniel   | New Orleans Saints                     | 14 marzo           | 2 anni/$10 milioni |
| OLB      | Aaron Lynch    | San Francisco 49ers                    | 15 marzo           | 1 anno             |
| QB       | Tyler Bray     | Kansas City Chiefs                     | 16 marzo           | 1 anno             |
| CB       | Marcus Cooper  | Chicago Bears                          | 27 marzo           |                    |
| G        | Earl Watford   | Arizona Cardinals                      | 3 aprile           | 1 anno             |

#### Trasferimenti
| Partenze |                 |                      |                    |
| Ruolo    | Giocatore       | Squadra nel 2018     | Data dell'ingaggio |
| LB       | Jerrell Freeman | Ritirato             |                    |
| G        | Josh Sitton     | Miami Dolphins       | 16 marzo           |
| LB       | Pernell McPhee  | Washington Redskins  | 23 marzo           |
| S        | Quintin Demps   |                      |                    |
| OLB      | Willie Young    |                      |                    |
| LB       | Christian Jones | Detroit Lions        | 15 marzo           |
| K        | Cairo Santos    | New York Jets        | 15 marzo           |
| DE       | Mitch Unrein    | Tampa Bay Buccaneers | 16 marzo           |
| LS       | Andrew DePaola  | Oakland Raiders      | 16 marzo           |
| OL       | Tom Compton     | Minnesota Vikings    | 22 marzo           |

## Scelte nel Draft 2018
| Scelte dei Bears nel Draft 2018 |        |                  |       |                  |                |
| Giro                            | Scelta | Giocatore        | Ruolo | College          | Note           |
| 1                               | 8      | Roquan Smith     | LB    | Georgia          |                |
| 2                               | 39     | James Daniels    | C     | Iowa             |                |
| 2                               | 51     | Anthony Miller   | WR    | Memphis          | Da New England |
| 4                               | 115    | Joel Iyiegbuniwe | LB    | Western Kentucky | Da Arizona     |
| 5                               | 145    | Bilal Nichols    | DT    | Delaware         |                |
| 6                               | 181    | Kylie Fitts      | DE    | Utah             |                |
| 7                               | 224    | Javon Wims       | WR    | Georgia          |                |

Scambi di scelte

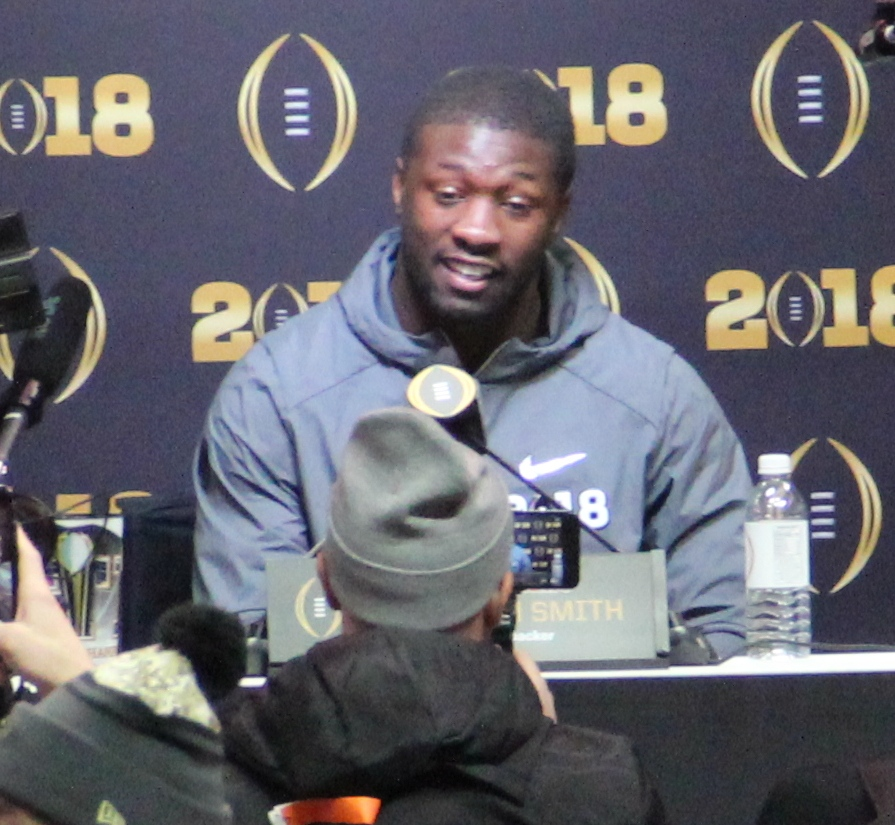
I Bears hanno scelto Roquan Smith come ottavo assoluto nel Draft 2018

- I Bears scambiarono la loro scelta nel 3º giro (70ª assoluta), le scelte nel 1º, 3º e 4º giro nel 2017 (3ª, 67ª e 111ª assolute) a San Francisco in cambio della scelta nel 1º giro nel 2017 (2ª assoluta) di questi ultimi.
- Nel 2017, i Bears scambiarono la loro scelta nel 2º giro (36ª assoluta) ad Arizona in cambio della scelta nel 4º giro nel 2018 (115ª assoluta) e le scelte nel 2º, 4º e 6º giro nel 2017 (45ª, 119ª e 197ª assolute) di questi ultimi.

## Staff
| Staff dei Chicago Bears nel 2018 |
| --- |
| Organi dirigenziali - Segretario del Consiglio di Amministrazione – Virginia Halas McCaskey - Chairman – George McCaskey - Presidente/CEO – Ted Phillips - General Manager – Ryan Pace - Vicepresidente e consigliere generale – Cliff Stein - Direttore del personale sportivo – Josh Lucas - Direttore degli osservatori del college – Mark Sadowski - Direttore dell'organico giocatori – Anthony Kelly - Direttore sportivo – Joseph Laine Capo allenatore Matt Nagy Altri allenatori - Sviluppo della forza e della condizione – Jason Loscalzo - Assistente sviluppo della forza e della condizione – Pierre Ngo - Preparatore atletico – Andre Tucker Allenatori dell'attacco - Coordinatore offensivo – Mark Helfrich - Consulente offensivo senior – Brad Childress - Quarterback – Dave Ragone - Running back – Charles London - Wide receiver – Mike Furrey - Tight end – Kevin M. Gilbride - Offensive line – Harry Hiestand - Assistente offensive line – Donovan Raiola - Controllo qualità dell'attacco – Brian Ginn - Controllo qualità dell'attacco – Mike Snyder - Assistente offensivo – Shane Toub Allenatori della difesa - Coordinatore difensivo – Vic Fangio - Defensive line – Jay Rodgers - Inside linebacker – Glenn Pires - Outside linebacker – Brandon Staley - Defensive back – Ed Donatell - Assistente defensive back – Roy Anderson - Controllo qualità della difesa – Bill Shuey - Controllo qualità della difesa – Sean Desai Allenatori dello special team - Coordinatore dello special team – Chris Tabor - Assistente dello special team – Brock Olivo |

## Roster
| Roster dei Chicago Bears nel 2018 |
| --- |
| Quarterback - 4 Chase Daniel - 10 Mitchell Trubisky Running Back - 46 Michael Burton FB - 29 Tarik Cohen - 30 Benny Cunningham - 24 Jordan Howard Wide Receiver - 15 Josh Bellamy - 18 Taylor Gabriel - 17 Anthony Miller - 12 Allen Robinson - 83 Javon Wims Tight End - 84 Ben Braunecker - 85 Daniel Brown - 80 Trey Burton - 88 Dion Sims Offensive Linemen - 69 Rashaad Cowawrd T - 68 James Daniels C - 64 Eric Kush G - 72 Charles Leno T - 75 Kyle Long G - 70 Bobby Massie T - 79 Bradley Sowell T - 65 Cody Whitehair C Defensive Linemen - 90 Jonathan Bullard DE - 91 Eddie Goldman NT - 96 Akiem Hicks DE - 98 Bilal Nichols DT - 95 Roy Robertson-Harris DE - 97 Nick Williams DE Linebacker - 93 Sam Acho OLB - 49 Kylie Fitts OLB - 94 Leonard Floyd OLB - 47 Isaiah Irving OLB - 57 Joel Iyiegbuniwe ILB - 44 Nick Kwiatkoski ILB - 99 Aaron Lynch OLB - 52 Khalil Mack OLB - 58 Roquan Smith ILB - 59 Danny Trevathan ILB Defensive Back - 38 Adrian Amos FS - 20 Prince Amukamara CB - 26 Deon Bush FS - 37 Bryce Callahan CB - 31 Marcus Cooper CB - 23 Kyle Fuller CB - 36 DeAndre Houston-Carson FS - 39 Eddie Jackson FS - 27 Sherrick McManis CB - 33 Kevin Toliver II CB Special Team - 16 Pat O'Donnell P - 1 Cody Parker K - 48 Patrick Scales LS Lista delle riserve - 81 Marlon Brown WR (Waived/injured) - 86 Zach Miller TE (PUP) - 87 Adam Shaheen TE (IR) - 48 Andrew Trumbetti OLB (Waived/injured) Squadra di allenamento - 62 Dejon Allen G - 76 Abdullah Anderson DE - 9 Tyler Bray QB - 19 Tanner Gentry WR - 21 Michael Joseph CB - 25 Jonathon Mincy CB - 33 Taquan Mizzell RB - 35 Ryan Nall RB - 74 James Stone C - 55 Josh Woods OLB 53 attivi, 4 inattivi, 10 nella squadra di allenamento |
| Legenda - I rookie sono in corsivo. - Il primo ruolo è il principale mentre gli eventuali successivi indicano i ruoli secondari. - (IR) sta per Injured Reserve ed indica la lista ristretta per un solo giocatore infortunato che può tornare ad allenarsi dopo la settimana 6 e a rientrare in prima squadra dopo che questa ha giocato 8 partite. - (NF-Inj.) / (NF-Ill.) stanno rispettivamente per Non-Football Injured e Non-Football Illness ed indicano le liste dove viene inserito un giocatore che ha un infortunio o una malattia non dipendente dal football americano. - (PUP) sta per Physically Unable to Perform ed indica la lista dove viene inserito un giocatore mentre è in attesa di recuperare la condizione fisica. Nella stagione regolare dopo la sesta partita giocata dalla propria squadra, il giocatore ha tempo tre settimane per riprendere ad allenarsi, più tre settimane aggiuntive dal suo rientro agli allenamenti per rientrare in prima squadra. |

## Calendario

### Precampionato
Il 13 febbraio 2018, la NFL annunciò che i Bears avrebbero affrontato i Baltimore Ravens nella tradizionale Pro Football Hall of Fame Game, giovedì 2 agosto, al Tom Benson Hall of Fame Stadium a Canton (Ohio).
Il resto del calendario del precampionato è stato annunciato l'11 aprile 2018.
| Precampionato |       |               |               |              |                       |           |        |                                          |      |         |
| Settimana     | Data  | Ora           | Data italiana | Ora italiana | Avversario            | Risultato | Record | Stadio                                   | TV   | Sintesi |
| HOF           | 02/08 | 8:00 p.m. EDT | 03/08         | 02:00        | at Baltimore Ravens   | S 16–17   | 0–1    | Tom Benson Hall of Fame Stadium (Canton) | NBC  | Recap   |
| 1             | 09/08 | 7:00 p.m. EDT | 10/08         | 01:00        | at Cincinnati Bengals | S 27–30   | 0–2    | Paul Brown Stadium                       | WFLD | Recap   |
| 2             | 18/08 | 9:05 p.m. EDT | 19/08         | 03:05        | at Denver Broncos     | V 24–23   | 1–2    | Sports Authority Field at Mile High      | WFLD | Recap   |
| 3             | 25/08 | 1:00 p.m. EDT | 25/08         | 19:00        | Kansas City Chiefs    | V 27–20   | 2–2    | Soldier Field                            | WFLD | Recap   |
| 4             | 30/08 | 8:00 p.m. EDT | 31/08         | 02:00        | Buffalo Bills         | S 27–28   | 2–3    | Soldier Field                            | WFLD | Recap   |

### Stagione regolare
Il calendario della stagione è stato annunciato il 19 aprile 2018.
| Stagione regolare |                        |                    |                    |                    |                                                                 |                    |
| Turno             | Avversario             | Risultato          | Record             | Stadio             | NFL.com GameBook                                                | Sintesi            |
| 1                 | at Green Bay Packers   | S 23–24            | 0–1                | Lambeau Field      | GameBook                                                        | Recap              |
| 2                 | Seattle Seahawks       | V 24–17            | 1–1                | Soldier Field      | GameBook                                                        | Recap              |
| 3                 | at Arizona Cardinals   | V 16–14            | 2–1                | State Farm Stadium | GameBook                                                        | Recap              |
| 4                 | Tampa Bay Buccaneers   | V 48–10            | 3–1                | Soldier Field      | GameBook                                                        | Recap              |
| 5                 | Settimana di pausa     | Settimana di pausa | Settimana di pausa | Settimana di pausa | Settimana di pausa                                              | Settimana di pausa |
| 6                 | at Miami Dolphins      | S 28–31 dts        | 3–2                | Hard Rock Stadium  | GameBook                                                        | Recap              |
| 7                 | New England Patriots   | S 31–38            | 3–3                | Soldier Field      | GameBook                                                        | Recap              |
| 8                 | New York Jets          | V 24–10            | 4–3                | Soldier Field      | GameBook                                                        | Recap              |
| 9                 | at Buffalo Bills       | V 41–9             | 5–3                | New Era Field      | GameBook                                                        | Recap              |
| 10                | Detroit Lions          | V 34–22            | 6–3                | Soldier Field      | GameBook                                                        | Recap              |
| 11                | Minnesota Vikings      | V 25–20            | 7–3                | Soldier Field      | http://www.nfl.com/liveupdate/gamecenter/57718/CHI_Gamebook.pdf | Recap              |
| 12                | at Detroit Lions       | V 23–16            | 8–3                | Ford Field         | GameBook                                                        | Recap              |
| 13                | at New York Giants     | S 27–30 dts        | 8–4                | MetLife Stadium    | GameBook                                                        | Recap              |
| 14                | Los Angeles Rams       | V 15–6             | 9–4                | Soldier Field      | GameBook                                                        | Recap              |
| 15                | Green Bay Packers      | V 24–17            | 10–4               | Soldier Field      | GameBook                                                        | Recap              |
| 16                | at San Francisco 49ers | V 14–9             | 11–4               | Levi's Stadium     | GameBook                                                        | Recap              |
| 17                | at Minnesota Vikings   | V 24–10            | 12–4               | U.S. Bank Stadium  | GameBook                                                        | Recap              |

Note
- Gli avversari della propria division sono in grassetto.

Legenda
 #  Gara giocata con le uniformi colorate.
 #  Gara giocata con le unifortmi bianche.
 #  Gare giocata con le uniformi degli anni quaranta.

## Classifiche

### Division
| NFC North           | NFC North | NFC North | NFC North | NFC North | NFC North | NFC North | NFC North | NFC North |
| vedi • disc. • mod. | V         | S         | P         | PCT       | DIV       | CONF      | PF        | PS        |
| ------------------- | --------- | --------- | --------- | --------- | --------- | --------- | --------- | --------- |
| Chicago Bears       | 10        | 4         | 0         | .714      | 3–1       | 6–2       | 344       | 241       |
| Minnesota Vikings   | 6         | 5         | 1         | .542      | 2–1–1     | 5–3–1     | 275       | 270       |
| Green Bay Packers   | 5         | 7         | 1         | .423      | 1–2–1     | 2–6–1     | 281       | 287       |
| Detroit Lions       | 4         | 8         | 0         | .333      | 1–3       | 2–7       | 254       | 316       |
|                     |           |           |           |           |           |           |           |           |
|                     |           |           |           |           |           |           |           |           |

### Conference
| National Football Conference           | National Football Conference | National Football Conference | National Football Conference | National Football Conference | National Football Conference | National Football Conference | National Football Conference | National Football Conference | National Football Conference | National Football Conference |
| Pos.                                   | Squadra                      | Division                     | V                            | S                            | P                            | PCT                          | DIV                          | CONF                         | SOS                          | SOV                          |
| Capolista di Division                  | Capolista di Division        | Capolista di Division        | Capolista di Division        | Capolista di Division        | Capolista di Division        | Capolista di Division        | Capolista di Division        | Capolista di Division        | Capolista di Division        | Capolista di Division        |
| -------------------------------------- | ---------------------------- | ---------------------------- | ---------------------------- | ---------------------------- | ---------------------------- | ---------------------------- | ---------------------------- | ---------------------------- | ---------------------------- | ---------------------------- |
| 1                                      | Los Angeles Rams             | West                         | 13                           | 3                            | 0                            | .813                         | 4–0                          | 7–1                          | .493                         | .462                         |
| 2                                      | New Orleans Saints           | South                        | 13                           | 3                            | 0                            | .813                         | 2–1                          | 7–2                          | .486                         | .483                         |
| 3                                      | Chicago Bears                | North                        | 9                            | 4                            | 0                            | .692                         | 3–1                          | 6–2                          | .417                         | .380                         |
| 4                                      | Dallas Cowboys               | East                         | 8                            | 6                            | 0                            | .571                         | 3–1                          | 6–3                          | .500                         | .452                         |
| Wild Card                              |                              |                              |                              |                              |                              |                              |                              |                              |                              |                              |
| 5                                      | Seattle Seahawks             | West                         | 10                           | 6                            | 0                            | .625                         | 2–2                          | 6–3                          | .510                         | .339                         |
| 6                                      | Minnesota Vikings            | North                        | 6                            | 5                            | 1                            | .542                         | 2–1–1                        | 5–3–1                        | .479                         | .313                         |
| Non qualificati per i play-off         |                              |                              |                              |                              |                              |                              |                              |                              |                              |                              |
| 7                                      | Carolina Panthers            | South                        | 6                            | 6                            | 0                            | .500                         | 1–2                          | 4–5                          | .469                         | .472                         |
| 8                                      | Philadelphia Eagles          | East                         | 9                            | 7                            | 0                            | .563                         | 3–1                          | 4–5                          | .476                         | .389                         |
| 9                                      | Washington Redskins          | East                         | 6                            | 7                            | 0                            | .462                         | 2–2                          | 6–4                          | .496                         | .410                         |
| 10                                     | Tampa Bay Buccaneers         | South                        | 5                            | 7                            | 0                            | .417                         | 2–2                          | 4–5                          | .479                         | .475                         |
| 11                                     | Green Bay Packers            | North                        | 5                            | 7                            | 1                            | .423                         | 1–2–1                        | 2–6–1                        | .507                         | .417                         |
| 12                                     | Atlanta Falcons              | South                        | 4                            | 8                            | 0                            | .333                         | 2–2                          | 4–4                          | .542                         | .438                         |
| 13                                     | New York Giants              | East                         | 5                            | 8                            | 0                            | .385                         | 0–4                          | 3–7                          | .507                         | .500                         |
| 14                                     | Detroit Lions                | North                        | 4                            | 8                            | 0                            | .333                         | 1–3                          | 2–7                          | .542                         | .531                         |
| 15                                     | Arizona Cardinals            | West                         | 3                            | 9                            | 0                            | .250                         | 2–2                          | 3–5                          | .514                         | .236                         |
| 16                                     | San Francisco 49ers          | West                         | 2                            | 10                           | 0                            | .167                         | 0–4                          | 1–8                          | .479                         | .250                         |
| Criteri di spareggio                   |                              |                              |                              |                              |                              |                              |                              |                              |                              |                              |
| 1. 2. 3.                               |                              |                              |                              |                              |                              |                              |                              |                              |                              |                              |
| Legenda                                |                              |                              |                              |                              |                              |                              |                              |                              |                              |                              |
| w — wild card ottenuta                 |                              |                              |                              |                              |                              |                              |                              |                              |                              |                              |
| x — partecipazione ai playoff ottenuta |                              |                              |                              |                              |                              |                              |                              |                              |                              |                              |
| y — campioni di division               |                              |                              |                              |                              |                              |                              |                              |                              |                              |                              |
| z — salto del primo turno di play-off  |                              |                              |                              |                              |                              |                              |                              |                              |                              |                              |
| * — vantaggio del campo ottenuto       |                              |                              |                              |                              |                              |                              |                              |                              |                              |                              |

## Premi
- Matt Nagy:

allenatore dell'anno

### Premi settimanali e mensili
- Danny Trevathan:

difensore della NFC della settimana 2
- Khalil Mack:

difensore della NFC del mese di settembre
- Mitchell Trubisky:

quarterback della settimana 4
giocatore offensivo della NFC della settimana 10
quarterback della settimana 10
- Cody Parkey:

giocatore degli special team della NFC della settimana 10
- Eddie Jackson:

difensore della NFC della settimana 12
difensore della NFC del mese di novembre
- Jordan Howard

running back della settimana 17